# めじろ台駅
めじろ台駅（めじろだいえき）は、東京都八王子市めじろ台一丁目にある、京王電鉄高尾線の駅である。京王西管区所属。駅番号はKO50。

## 年表
- 1967年（昭和42年）10月1日 - 高尾線開通と同時に開業。
- 1990年（平成2年）頃 - 2番線ホームに待合室を設置。
- 1994年（平成6年） - 駅舎改修工事実施（外壁の塗色変更、エスカレーター設置、トイレ改修等）。
- 2000年（平成12年）頃 - 1番線ホームに待合室を設置。
- 2001年（平成13年）3月27日 - ダイヤ改定により準特急が新設され、停車駅となる[2][3]。
- 2022年（令和4年）3月12日 - ダイヤ改正により準特急が特急に統合された形で廃止[4][5]。

## 駅構造
相対式ホーム2面2線を有する地上駅である。ホーム部は掘割構造となっており、橋上駅舎を持つ。
かつては待避線を有する島式ホーム2面4線の構造（府中駅・つつじヶ丘駅などと同様の配線）であったが、車両大型化・長編成化によるホーム延伸工事が施工された際に、待避線は撤去されて現行の形態になった。待避線の跡地の一部には、地下自転車駐車場が設置された。
ホームと駅舎を連絡するエレベーター・エスカレーター（登り方向のみ）が設置されている。トイレは駅舎内にあり、ユニバーサルデザインの一環として「だれでもトイレ」を併設している。
2028年度にホームドアの設置が予定されている。

### のりば
| 番線 | 路線   | 方向 | 行先                                                            |
| ---- | ------ | ---- | --------------------------------------------------------------- |
| 1    | 高尾線 | 下り | 高尾・高尾山口方面                                              |
| 2    | 高尾線 | 上り | 北野・高幡不動・府中・調布・明大前・笹塚・新宿・ 都営新宿線方面 |

- 日中は特急と各駅停車が1時間当たり6本（概ね10分間隔）、交互に設定されている。
- 上りの各駅停車は北野駅で京王八王子駅始発の特急・急行列車に、また特急や急行列車は各駅停車に接続する（一部の列車を除く）。

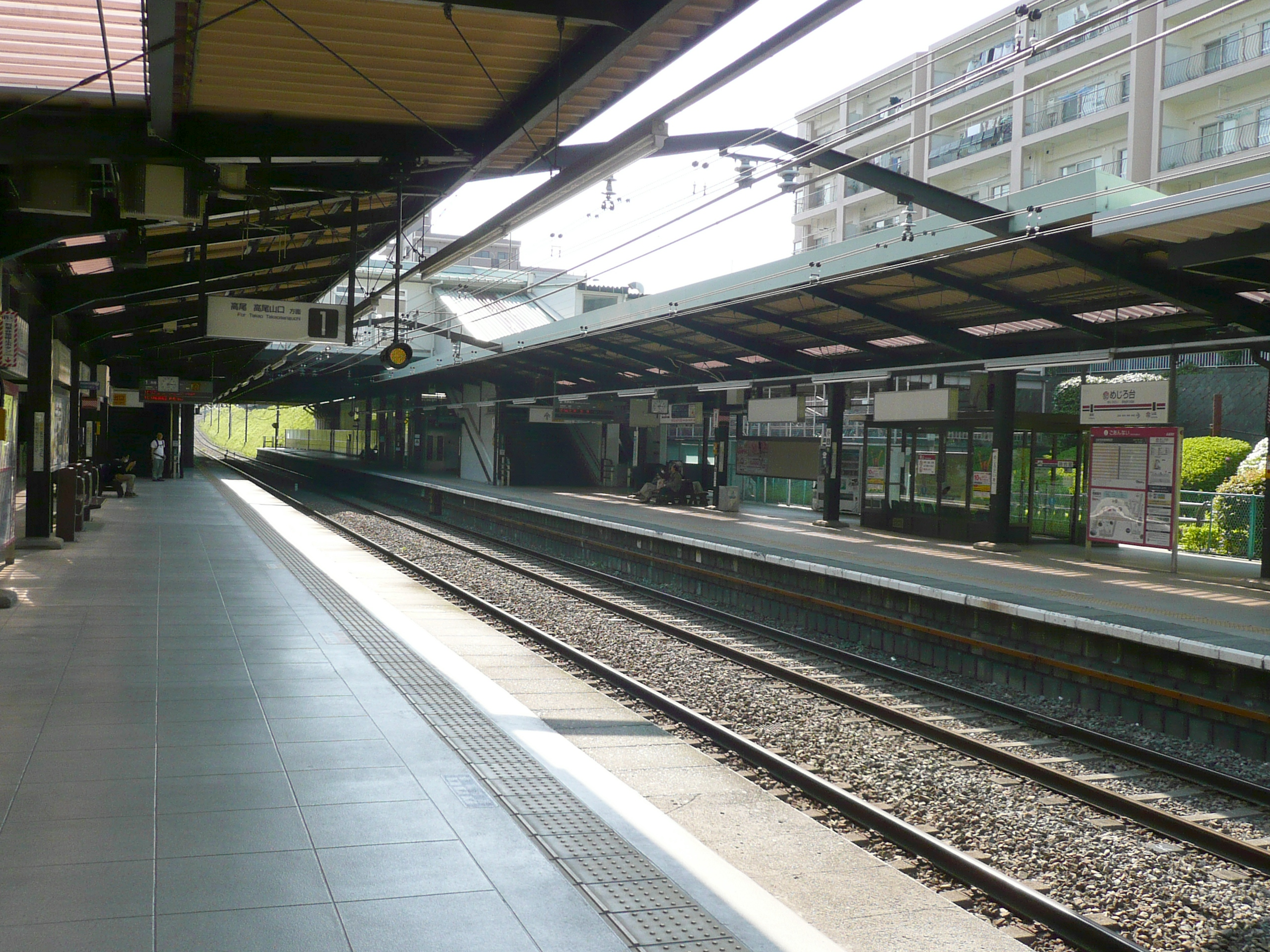
ホーム（2013年4月）

## 利用状況
2024年度の1日平均乗降人員は14,183人である。
近年の1日平均乗降人員及び乗車人員の推移は下表の通りである。
| 年度               | 1日平均 乗降人員 | 1日平均 乗車人員 | 出典     |
| ------------------ | ---------------- | ---------------- | -------- |
| 1967年（昭和42年） | 196              |                  |          |
| 1970年（昭和45年） | 2,027            |                  |          |
| 1975年（昭和50年） | 7,790            |                  |          |
| 1980年（昭和55年） | 10,141           |                  |          |
| 1985年（昭和60年） | 16,019           |                  |          |
| 1988年（昭和63年） | 20,353           |                  |          |
| 1990年（平成02年） | 20,108           | 9,921            | [ * 1 ]  |
| 1991年（平成03年） |                  | 9,973            | [ * 2 ]  |
| 1992年（平成04年） |                  | 9,995            | [ * 3 ]  |
| 1993年（平成05年） |                  | 9,951            | [ * 4 ]  |
| 1994年（平成06年） |                  | 9,970            | [ * 5 ]  |
| 1995年（平成07年） | 20,329           | 10,153           | [ * 6 ]  |
| 1996年（平成08年） |                  | 9,956            | [ * 7 ]  |
| 1997年（平成09年） |                  | 9,595            | [ * 8 ]  |
| 1998年（平成10年） |                  | 9,622            | [ * 9 ]  |
| 1999年（平成11年） |                  | 9,372            | [ * 10 ] |
| 2000年（平成12年） | 18,425           | 9,090            | [ * 11 ] |
| 2001年（平成13年） | 18,808           | 9,279            | [ * 12 ] |
| 2002年（平成14年） |                  | 9,200            | [ * 13 ] |
| 2003年（平成15年） | 18,910           | 9,290            | [ * 14 ] |
| 2004年（平成16年） | 18,589           | 9,153            | [ * 15 ] |
| 2005年（平成17年） | 18,569           | 9,123            | [ * 16 ] |
| 2006年（平成18年） | 18,333           | 8,973            | [ * 17 ] |
| 2007年（平成19年） | 18,546           | 9,107            | [ * 18 ] |
| 2008年（平成20年） | 18,379           | 9,036            | [ * 19 ] |
| 2009年（平成21年） | 18,548           | 9,137            | [ * 20 ] |
| 2010年（平成22年） | 18,266           | 8,995            | [ * 21 ] |
| 2011年（平成23年） | 17,640           | 8,678            | [ * 22 ] |
| 2012年（平成24年） | 17,986           | 8,871            | [ * 23 ] |
| 2013年（平成25年） | 18,190           | 8,984            | [ * 24 ] |
| 2014年（平成26年） | 17,689           | 8,748            | [ * 25 ] |
| 2015年（平成27年） | 17,830           | 8,801            | [ * 26 ] |
| 2016年（平成28年） | 17,832           | 8,825            | [ * 27 ] |
| 2017年（平成29年） | 17,804           | 8,822            | [ * 28 ] |
| 2018年（平成30年） | 17,312           | 8,611            | [ * 29 ] |
| 2019年（令和元年） | 16,780           | 8,328            | [ * 30 ] |
| 2020年（令和02年） | 10,482           | 5,208            | [ * 31 ] |
| 2021年（令和03年） | 12,087           | 6,066            | [ * 32 ] |
| 2022年（令和04年） | 13,464           | 6,762            | [ * 33 ] |
| 2023年（令和05年） | 14,132           | 7,112            | [ * 34 ] |
| 2024年（令和06年） | 14,183           |                  |          |

## 駅周辺

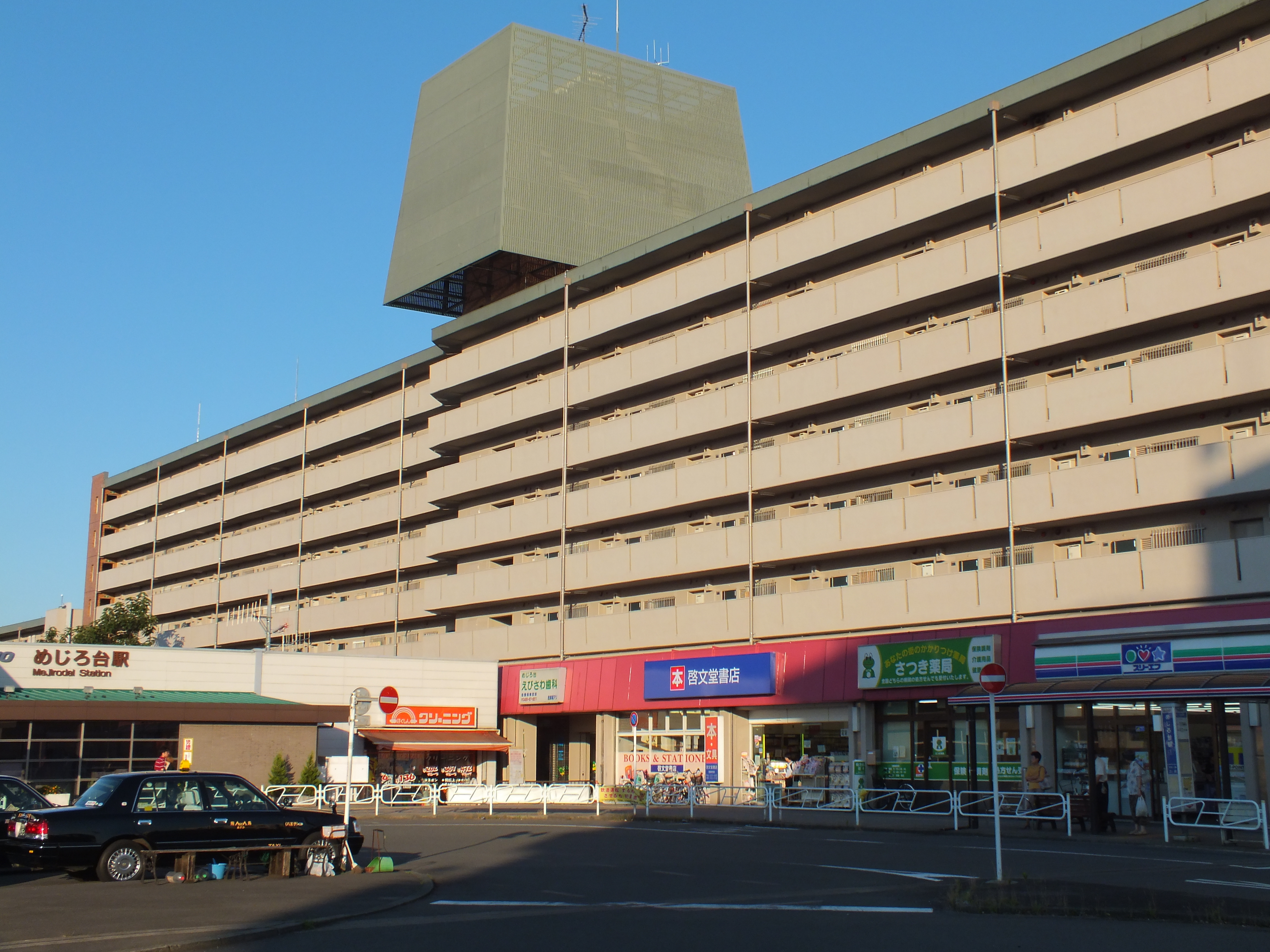
駅前
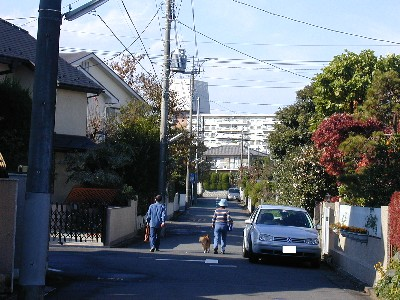
めじろ台の町並

- 京王ストアめじろ台店
- ドン・キホーテ めじろ台店
- 山梨中央銀行めじろ台支店
- 多摩信用金庫めじろ台支店
- めじろ台駅前郵便局
- 八王子西郵便局
- 京王不動産めじろ台営業所
- サンドラッグめじろ台店
- 八王子市椚田遺跡公園
- 万葉公園
- 真覚寺

- 駅前
- めじろ台の町並

## バス路線
めじろ台駅
- 1番乗り場（京王バス）
  - 八81：和田・片倉城址経由 八王子駅南口行
  - め82：和田経由 ゆりのき台行
  - め83：椚田北・大巻観音・館事務所経由 ゆりのき台行
  - め小01：東京高専前・長久保公園経由 ゆりのき台行
- 2番乗り場（京王電鉄バス・京王バス）
  - め06・西56・八98：グリーンヒル寺田経由 法政大学行
  - め05・西55・八96：グリーンヒル寺田行
- 2-2番乗り場（京王電鉄バス・京王バス）
  - ■急行（系統番号なし）・め07：法政大学行 ※基本的に大学の1・2・3限開始時間を目途に設定されている。
  - ■急行（系統番号なし）：法政大学経由 法政大学体育館行 ※平日朝のみ
- 3番乗り場（京王電鉄バス・京王バス）
  - ■急行（系統番号なし）：西八王子駅南口行
  - 西55・西56：西八王子駅南口行
  - 八96・八98：西八王子駅南口・富士森公園経由 八王子駅南口行
- 4番乗り場（京王バス）
  - 八67：上大船経由 東京家政学院行
  - 八67：上大船行
  - 八67：朝日ヶ丘団地・富士森公園経由 八王子駅南口行
  - 八90：山田駅・富士森公園経由 八王子駅南口行

## 駅名の由来
高尾線開業に合わせて造成された住宅地である「めじろ台」の中心駅として開設したことから、「めじろ台」と名づけられる。なお、建設工事時の駅名仮称は、「八王子台」であった。めじろ台の名称の由来は、野鳥のメジロから、とされている。

## 隣の駅
京王電鉄
 高尾線
- □「京王ライナー」（上りは乗車のみ）、□「Mt.TAKAO号」停車駅（上りのみ乗車可）

■急行
北野駅 (KO33) ← めじろ台駅 (KO50) ← 高尾駅 (KO52)（急行は平日上り朝1本のみ運転）
■特急・■区間急行・■快速・■各駅停車（区間急行は平日上り朝1本のみ運転。快速は平日下り2本のみ運転）
山田駅 (KO49) - めじろ台駅 (KO50) - 狭間駅 (KO51)

#### 利用状況に関する
東京都統計年鑑
1. ↑  東京都統計年鑑（平成2年）
2. ↑  東京都統計年鑑（平成3年）
3. ↑  東京都統計年鑑（平成4年）
4. ↑  東京都統計年鑑（平成5年）
5. ↑  東京都統計年鑑（平成6年）
6. ↑  東京都統計年鑑（平成7年）
7. ↑  東京都統計年鑑（平成8年）
8. ↑  東京都統計年鑑（平成9年）
9. ↑  東京都統計年鑑（平成10年） (PDF)
10. ↑  東京都統計年鑑（平成11年） (PDF)
11. ↑  東京都統計年鑑（平成12年）
12. ↑  東京都統計年鑑（平成13年）
13. ↑  東京都統計年鑑（平成14年）
14. ↑  東京都統計年鑑（平成15年）
15. ↑  東京都統計年鑑（平成16年）
16. ↑  東京都統計年鑑（平成17年）
17. ↑  東京都統計年鑑（平成18年）
18. ↑  東京都統計年鑑（平成19年）
19. ↑  東京都統計年鑑（平成20年）
20. ↑  東京都統計年鑑（平成21年）
21. ↑  東京都統計年鑑（平成22年）
22. ↑  東京都統計年鑑（平成23年）
23. ↑  東京都統計年鑑（平成24年）
24. ↑  東京都統計年鑑（平成25年）
25. ↑  東京都統計年鑑（平成26年）
26. ↑  東京都統計年鑑（平成27年）
27. ↑  東京都統計年鑑（平成28年）
28. ↑  東京都統計年鑑（平成29年）
29. ↑  東京都統計年鑑（平成30年）
30. ↑  東京都統計年鑑（平成31年・令和元年）
31. ↑  東京都統計年鑑（令和2年）
32. ↑  東京都統計年鑑（令和3年）
33. ↑  東京都統計年鑑（令和4年）
34. ↑  東京都統計年鑑（令和5年）

京王電鉄の1日平均利用客数
1. 1 2 3  京王電鉄株式会社. “駅別 一日平均乗降人員”. 2025年6月25日時点のオリジナルよりアーカイブ。2025年6月25日閲覧。
2. ↑  京王電鉄株式会社. “1日の駅別乗降人員”. 2022年6月26日時点のオリジナルよりアーカイブ。2023年6月10日閲覧。
3. ↑  京王電鉄株式会社. “1日の駅別乗降人員”. 2023年6月10日時点のオリジナルよりアーカイブ。2023年6月25日閲覧。
4. ↑  京王電鉄株式会社. “駅別乗降人数” (pdf). 2024年6月27日時点のオリジナルよりアーカイブ。2024年6月27日閲覧。